# Crecimiento verde

Generador eólico. Las energías renovables son fundamentales para el crecimiento verde.

El crecimiento verde es un término para describir una senda de crecimiento económico que utiliza los recursos naturales de manera sostenible. Se emplea mundialmente para proporcionar un concepto alternativo al habitual crecimiento económico basado en producción y consumo. No se pretende que el crecimiento verde reemplace al desarrollo sostenible, sino que lo complemente. Su alcance es más limitado e implica una agenda operativa de políticas para obtener avances concretos y medibles en la interacción de la economía y el medio ambiente.

## El crecimiento verde como estrategia política
El término "crecimiento verde" se ha empleado para describir estrategias nacionales o internacionales.

## Esfuerzos organizativos en crecimiento verde
- UNESCAP: en 2012 la Comisión Económica y Social de las Naciones Unidas para Asia y el Pacífico publicó la Hoja de ruta hacia un crecimiento verde bajo en carbono para Asia y el Pacífico[2] con el fin de explorar las oportunidades de crecimiento bajo en carbono para la región. Esta hoja de ruta describe 5 vías para encaminar el cambio de sistema económico necesario para conseguir un crecimiento verde bajo en carbono.
- OCDE: en 2011 la Organización para la Cooperación y el Desarrollo Económicos publicó una estrategia hacia el crecimiento verde.[3]
- PNUMA: en 2008, el Programa de las Naciones Unidas para el Medio Ambiente dirigió la Iniciativa de economía verde (también conocida como economía ecológica o bioeconomía).[4]
- Banco Mundial: en 2012 publicó su informe "Crecimiento verde inclusivo: el camino al desarrollo sostenible".[5]
- Cámara de Comercio Internacional: en 2010 lanzó el único grupo de trabajo empresarial mundial sobre economía verde, que elaboró la Hoja de ruta hacia la economía verde,[6] una guía para empresarios, formuladores de políticas y sociedades, publicada en 2012.[7]

### Organizaciones dedicadas al crecimiento verde
- Instituto de Crecimiento Verde Mundial (GGGI por sus siglas en inglés): fundado en 2010 por el presidente coreano Lee Myung-bak, el GGGI se lanzó primero como laboratorio de ideas y 2 años después se convirtió en una organización basada en un tratado internacional, en la cumbre Rio+20 (Brasil).[8][9]
- Plataforma de Conocimiento sobre el Crecimiento verde (GGKP por sus siglas en inglés): en enero de 2012, el Instituto de Crecimiento Verde Mundial (GGGI), la OCDE, el Programa de las Naciones Unidas para el Medio Ambiente (PNUMA) y el Banco Mundial firmaron un memorándum de entendimiento para lanzar formalmente esta plataforma.[10] La misión del GGKP es identificar y llenar lagunas importantes en la teoría y la práctica del crecimiento verde, y ayudar a los países a diseñar y aplicar políticas para avanzar hacia una economía verde.[11]
- Centro de formación KAIST para el crecimiento verde: el Instituto de Ciencia y Tecnología de Corea del Sur (KAIST por sus siglas en inglés) constituyó el Centro de formación para el crecimiento verde (GSGG por sus siglas en inglés), que proporciona formación e investigación sobre empresas verdes, finanzas sostenibles y política a través de varios programas de estudios.[12] El MBA del GSGG fue considerado el 4.º en los 'MBA para un mundo mejor' por Caballeros Corporativos en 2015.[13] Establecido en 2013, el GSGG forma a profesionales en crecimiento verde para lidiar con el calentamiento mundial y adaptarse a él.

### Esfuerzos nacionales de crecimiento verde
- Corea: el crecimiento verde ha devenido el modelo de estrategia nacional. El presidente coreano Lee Myung-bak ha abrazado una visión de crecimiento verde bajo en carbono como el núcleo de la nueva visión nacional en el 60.º aniversario de la fundación del país.[14]
- Estados Unidos: el presidente Barack Obama dio varios pasos hacia el crecimiento verde. Creía que al invertir en el futuro de la producción de energía (en renovables) no sólo se reduce la dependencia energética del extranjero, sino que también se crea empleo y una 'economía de energía limpia'. Obama tuvo el objetivo de instalar 10 gigavatios (GW) de proyectos renovables para 2020, doblando la producción de energía eólica y solar para 2025. Estas políticas darían forma a la economía verde estadounidense.[15]